# Cour suprême d'Uruguay
Pour les autres articles nationaux ou selon les autres juridictions, voir Cour suprême.
La Cour suprême d'Uruguay (en espagnol : Suprema Corte de Justicia, littéralement Cour suprême de justice) est la plus haute juridiction du pouvoir judiciaire de la république orientale de l’Uruguay. Elle agit en tant que tribunal de dernier ressort et interprète suprême de la Constitution, et elle a également pour fonction de nommer les autres juges du pays.
La Cour est composée de cinq juges, appelés « ministres », qui exercent leur mandat pour une durée de dix ans ou jusqu’à l’âge de soixante-dix ans. La présidence de la Cour est exercée à tour de rôle chaque année par ses membres, selon l’ordre d’ancienneté dans leurs fonctions. Elle siège au Palais Piria (es), un bâtiment historiciste éclectique situé sur la plaza Cagancha, dans le quartier Centro de Montevideo.